# Différends entre les Corées et le Japon
- Japon
- Corée du Nord
- Corée du Sud

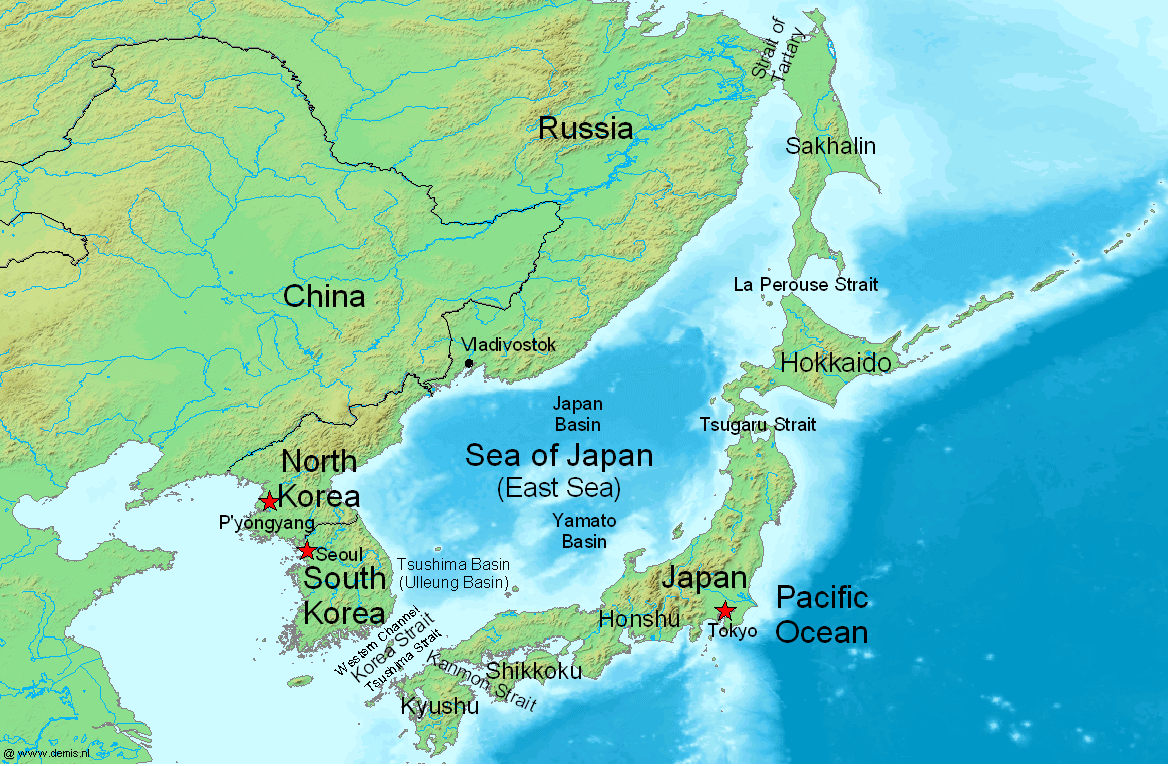
Carte de la mer du Japon avec les trois pays concernés.

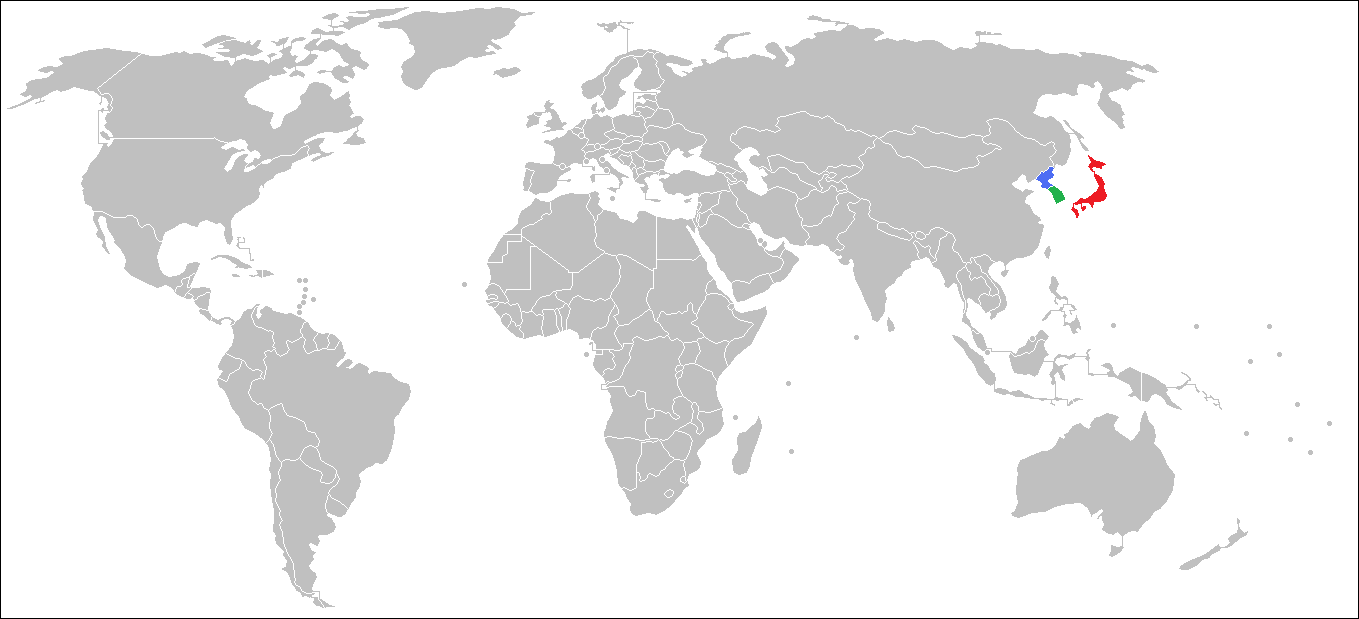

Les différends entre la Corée du Nord, la Corée du Sud et le Japon existent depuis de nombreuses années[évasif].
La Corée est sous le contrôle de l'empire du Japon de 1910 à 1945. La Corée du Sud refuse d'ouvrir des relations commerciales et diplomatiques avec le Japon jusqu'en 1965, après quoi les liens commerciaux se sont considérablement développés. Aujourd'hui, le Japon et la Corée du Sud sont des partenaires commerciaux majeurs et de nombreux étudiants, touristes, artistes et hommes d'affaires voyagent entre les deux pays tandis que les relations politiques et économiques de la Corée du Nord avec le Japon ne sont pas développées.

## Problèmes historiques

### Période de colonisation japonaise de la Corée
Avec la signature du traité de Ganghwa de 1876, le Japon décide d'augmenter ses intérêts en Corée et acquiert une enclave à Busan. Durant la première guerre sino-japonaise de 1894-95, le Japon bat la Chine de la dynastie Qing et lui enlève le tribut perçu de la part de la Corée avec le traité de Shimonoseki par lequel les Qing reconnaissent la Corée de la maison royale des Yi comme un pays indépendant. Le Japon encourage la modernisation de la Corée. Le clan Min, cependant, dont fait partie la reine Min, prend ses distances envers le Japon dont l'influence augmente sans cesse en Corée. En 1895, la reine Min est assassinée par le Japon après avoir cherché à promouvoir l'influence de la Russie et à s'opposer à la réforme. En 1897, la Corée Joseon est renommée Empire coréen (1897–1910), affirmant son indépendance, mais gravite de plus en plus près de la Russie, comme le démontre le refuge de la famille royale coréenne à la légation russe (en) et la présence de gardes russes lors du retour à son palais. En février 1904, la Corée signe, sous la pression japonaise, le Protocole nippo-coréen (en). Ce protocole légitime la présence d'une armée japonaise sur le sol coréen. Le Japon déclare la guerre à la Russie pour mettre fin à son influence en Extrême-Orient et gagne le conflit en imposant le traité d'Eulsa en 1905. La Corée devient un protectorat du Japon, étape préliminaire à son annexion. Itō Hirobumi, le premier des Premiers ministres du Japon et l'un des politiciens doyens, devient le résident-général de Corée et s'oppose à son annexion. Cependant, la politique interne du Japon penche finalement en faveur de l'annexion, en partie parce que les hommes d'État influents s'y opposant disparaissent en raison de l'assassinat d'Itō Hirobumi par An Jung-geun en 1909. Le 22 août 1910, le Japon annexe purement et simplement la Corée.
Kim Il-sung mène un mouvement d'indépendance coréen qui est actif dans les régions frontalières de Chine et de Russie, en particulier là où vivent de grandes populations d'origine coréenne. Kim fondera la Corée du Nord et ses descendants n'ont toujours pas signé de traité de paix avec le Japon. Le gouvernement provisoire de la République de Corée, mené par le futur premier président de la Corée du Sud, Syngman Rhee, se déplace de Shanghai à Chongqing. Rhee exerce des pressions sur les États-Unis pour être reconnu comme dirigeant de la Corée par Douglas MacArthur. Le contrôle japonais de la Corée se termine le 9 septembre 1945 lorsque le gouverneur-général de Corée signe l'acte de reddition aux États-Unis à Séoul.

### Annexion de la Corée de 1910
En 1910, le Japon annexe la Corée. La légalité de cet acte et de l'occupation postérieure de la péninsule coréenne qui dura 35 ans est controversée. Elle est critiquée pour le fait que le traité d'Eulsa avait été signé sous la contrainte et n'a jamais été ratifié par le roi coréen Kojong. Certains chercheurs japonais contestent cependant cette vision d'invalidité du traité,.

### Excuses japonaises en Corée pour la colonisation

#### Corée du Sud
Bien que les relations diplomatiques avec le Japon soient établies en 1965, la Corée du Sud continue de demander des excuses et une compensation pour la colonisation japonaise. Le gouvernement japonais ne s'est pas excusé officiellement et de nombreux membres du cabinet japonais ne se sont également pas excusés. En 2012, le gouvernement sud-coréen annonce que l'empereur Akihito doit s'excuser pour la domination coloniale japonaise de la péninsule coréenne. La plupart des premiers ministres japonais ont exprimé des excuses, y compris Keizō Obuchi dans la déclaration commune nippo-sud-coréenne de 1998 (en). Alors que les Sud-Coréens ont bien accueillis ces excuses à l'époque, nombre d'entre eux considèrent maintenant ces déclarations comme insincères en raison de malentendus continus entre les deux pays. Par exemple en 2005, bien que le Cabinet de Koizumi n'y a pas participé, 47 membres du gouvernement ont effectué une visite au sanctuaire Yasukuni pour un service commémoratif exactement au même moment où le Premier ministre Koizumi émettait ses excuses. Cela est perçu par les Sud-Coréens comme une contradiction et les amène à se méfier des déclarations d'excuses japonaises.

#### Corée du Nord
Le Premier ministre Jun'ichirō Koizumi, dans la déclaration nippo-nord-coréenne de 2002, annonce : « J'exprime de nouveau mes sentiments de remords et d'excuses sincères et également un sentiment de deuil pour toutes les victimes, à la fois sur le sol national et à l'étranger, pendant la guerre ».

### Déclarations des politiciens japonais sur le régime colonial
Depuis les années 1950, de nombreux politiciens importants du Japon ont effectué des déclarations au sujet de la colonisation japonaise en Corée qui ont provoqué des outrages et conduit à des scandales diplomatiques dans les relations nippo-coréennes. Les déclarations ont mené à une montée du sentiment antijaponais en Corée, et à l'idée répandue que les excuses japonaises sur la domination coloniale ne sont pas sincères,,,.
Durant les entretiens entre le Japon et la Corée en 1953, Kanichiro Kubota, l'un des représentants japonais, déclare que la « domination coloniale japonaise a été bénéfique pour la Corée. [Elle] aurait été colonisée par d'autres pays, ce qui aurait entraîné des lois plus sévères que les lois japonaises ». Beaucoup de Coréens considèrent cette déclaration comme la première des déclarations polémiques faites par les politiciens japonais au sujet de la domination coloniale en Corée.
En 1997, Shinzō Abe, alors membre de la chambre des représentants et actuel Premier ministre du Japon, déclare que « de nombreuses soi-disant victimes du système des femmes de réconfort sont des menteuses. La prostitution était une activité courante en Corée et le pays comptait beaucoup de bordels».
Le 31 mai 2003, Tarō Asō, alors ministre des Affaires intérieures et des Communications puis plus tard Premier ministre, déclare que la « politique de japonisation des noms coréens durant la domination coloniale japonaise était ce que les Coréens voulaient ».
Le 28 octobre 2003, Shintarō Ishihara, alors gouverneur de Tokyo, déclare que l'« annexion de la Corée par le Japon était la volonté des Coréens. Ceux qui doivent être blâmés sont les ancêtres des Coréens ».
En 2007, Hakubun Shimomura, alors vice-secrétaire général du Cabinet japonais, déclare que le « système des femmes de réconfort existait, mais je pense que c'est parce que les parents coréens vendaient leurs filles à l'époque ».
Le 27 mars 2010, lors du centenaire de l'annexion de la Corée, Yukio Edano, alors ministre pour la revitalisation gouvernementale, déclare que l'« invasion et la colonisation et de la Chine et de la Corée étaient historiquement inévitables [...] puisque la Chine et la Corée n'arrivaient pas à se moderniser elles-mêmes ».

### Compensation japonaise à la Corée pour la période de colonisation
Vingt ans après la Seconde Guerre mondiale, la Corée du Sud et le Japon ré-établissent des relations diplomatiques avec la signature du traité nippo-sud-coréen du 22 juin 1965. En 2005, la Corée du Sud rend publics des documents diplomatiques qui détaillent les termes du traité. Restés confidentiels en Corée du Sud depuis 40 ans, les documents révèlent que le Japon a accordé 500 millions $ de prêts à taux réduits et 300 millions $ de subventions à la Corée du Sud comme compensation pour la période de colonisation du Japon.  Il est également révélé que le gouvernement sud-coréen a assumé la responsabilité d'indemnisation des particuliers sur une base forfaitaire tout en rejetant la proposition de compensation directe du Japon.
Le gouvernement sud-coréen a cependant utilisé la plupart des prêts pour son développement économique et n'a pas fourni d'indemnisation adéquate aux victimes, ne payant que 300 000 won par décès, pour un total de seulement 2,570 millions de wons sud-coréens aux parents des 8 552 victimes mortes au travail forcé,. En conséquence, les victimes coréennes se préparent à déposer une plainte contre le gouvernement sud-coréen dès 2005. Le traité n'empêche pas les poursuites individuelles contre des personnes ou des sociétés japonaises, mais ces poursuites sont souvent limitées par le délai de prescription. Le tribunal international des crimes de guerre du Japon sur l'esclavage sexuel militaire (en), une simulation de procès (en), rend sa décision qu'« un traité ne permet pas à un État de renoncer à sa responsabilité pour des crimes contre l'humanité sur un autre État ».

### Rétrocession de restes de Coréens
Durant l'occupation japonaise de la Corée (et particulièrement pendant la Seconde Guerre mondiale), le Japon a mobilisé quelque 700 000 travailleurs coréens pour soutenir la production industrielle, principalement dans les mines. Quelques-uns d'entre eux ont pu retourner en Corée après la guerre, tandis que d'autres sont morts au Japon durant les bombardements atomiques d'Hiroshima et Nagasaki, ou les bombardements alliés sur le Japon. Leur haut taux de mortalité s'explique également par les difficiles conditions de vie en temps de guerre. De grandes entreprises, comme Mitsubishi, Mitsui et d'autres, déclarent que la culpabilité devait revenir au gouvernement et non aux compagnies privées. Le gouvernement a d'ailleurs distribué des fonds aux compagnies pour financer le rapatriement de ces travailleurs. Les entreprises japonaises ont payé des sommes à la fin de la guerre aux chefs d'équipe chinois destinées au rapatriement des travailleurs chinois en Chine, mais l'argent est venu à manquer au cours de la distribution. Plus tard, la République populaire de Chine et la Corée du Sud ont demandé une assistance dans la recherche des restes des travailleurs chinois et coréens enlevés pour leur offrir de vraies funérailles. La situation a cependant empêché la Chine et la Corée du Sud de coordonner leurs efforts de manière appropriée, et elles n'ont identifié que quelques centaines de corps. En outre, les travailleurs coréens ont commencé à exiger leur salaire impayé immédiatement après la capitulation du Japon et continuent de le faire aujourd'hui. La question reste sensible en Corée du Sud.

### Rétrocession d'artefacts culturels coréens
La colonisation japonaise de la Corée a également provoqué le vol de dizaines de milliers d'artefacts culturels (en) coréens par le Japon. La question de la localisation de ces biens apparaît durant l'occupation américaine du Japon. En 1965, dans le cadre de la signature du traité nippo-coréen de normalisation des relations, le Japon retourne environ 1 400 artefacts à la Corée et considère ce problème diplomatique comme résolu. Ces artefacts coréens sont conservés par le musée national de Tokyo ou sont entre les mains de collectionneurs privés.
En 1994, des centaines de livres du Sūtra du Cœur offerts au Japon en 1486 par la dynastie Goryeo sont volés dans un temple. L'année suivante, trois de ces livres sont retrouvés abîmés en Corée du Sud et enregistrés comme Trésors nationaux no 284. En 2002, des voleurs volent un autre artefact médiéval ainsi qu'une biographie japonaise du prince Shōtoku, et les offrent à un temple en Corée.
Selon le gouvernement sud-coréen, 75 311 artefacts culturels auraient été volés à la Corée. Le Japon en aurait 34 369, les États-Unis 7 803 et la France quelques centaines (volés pendant l'expédition française en Corée de 1866 et rendus à la Corée en 2010 sous forme de prêt renouvelé automatiquement). En 2010, le Premier ministre du Japon, Naoto Kan, exprime ses « profonds remords » pour le vol de ces artefacts, et met en place un plan un programme de rétrocession des Protocoles royaux de la dynastie Joseon et de plus de 1 200 autres livres, qui est réalisé en 2011.

### Femmes de réconfort

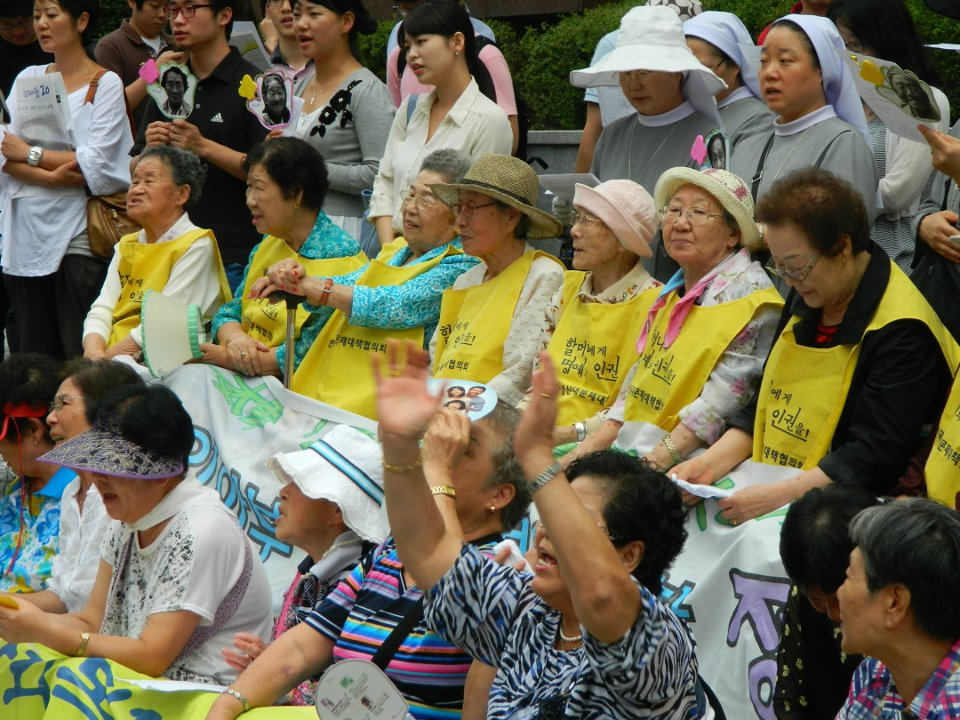
Anciennes femmes de réconfort (rang du milieu) pendant une manifestation du mercredi devant l'ambassade du Japon à Séoul.

De nombreux Sud-Coréens demandent des compensations pour les « femmes de réconfort » forcées de travailler dans les bordels militaires japonais durant la Seconde Guerre mondiale. Enrôlées de force par enlèvement, menace ou tromperie, les femmes de réconfort coréennes, pour la plupart âgées de moins de 18 ans, sont forcées de servir comme esclave sexuel pour 30 à 40 soldats par jour. Face aux nombreuses femmes de réconfort survivantes continuant d'exiger une reconnaissance de leur souffrance et des excuses sincères, la justice japonaise rejette leurs demandes d'indemnisation.
En novembre 1990, le Conseil coréen pour les femmes victimes de l'esclavage sexuel militaire par le Japon est établi en Corée du Sud. En 2008, un paiement forfaitaire de 43 millions de won sud-coréens et un montant mensuel de 800 000 won sont versés aux survivantes par le gouvernement coréen,. En 1993, le gouvernement du Japon reconnait officiellement l'existence de bordels durant la guerre, et met en place un Fonds pour les femmes asiatiques (en) privé pour distribuer des compensations financières et des lettres d'excuses officielles aux victimes. De nos jours, de nombreuses femmes de réconfort survivantes sont âgés de plus de 80 ans. En 2007, selon le gouvernement sud-coréen, il resterait 109 survivantes en Corée du Sud et 218 en Corée du Nord. Celles de Corée du Sud protestent tous les mercredis devant l'ambassade du Japon à Séoul. Cette manifestation hebdomadaire est tenue pour la 1000e fois en décembre 2011.
En juillet 2007, la Chambre des représentants des États-Unis vote une résolution appelant le Japon à présenter des excuses pour avoir forcé les femmes à l'esclavage sexuel pendant la Seconde Guerre mondiale. La résolution est parrainée par Mike Honda, nippo-américain de troisième génération,. Le 13 décembre 2007, le Parlement européen adopte une résolution demandant au gouvernement japonais de s'excuser auprès des survivantes du système d'esclavage sexuel militaire du Japon. Cette résolution est adoptée par 54 voix sur 57 des membres du Parlement présents.
Le 28 décembre 2015, le Premier ministre japonais Shinzō Abe et la Présidente de la République de Corée Park Geun-hye concluent un accord officiel visant à régler le différend. Le Japon accepte de payer 1 milliard de yens (9,7 milliards de won, 8,3 millions $) à un fond soutenant les victimes survivantes tandis que la Corée du Sud accepte de s'abstenir de critiquer le Japon sur la question et de travailler au retrait de la Statue de la Paix placée en mémoire des victimes devant l'ambassade de Japon à Séoul. L'annonce de cet accord survient après la rencontre entre le ministre des Affaires étrangères du Japon Fumio Kishida et son homologue sud-coréen Yun Byung-se à Séoul, puis Shinzō Abe téléphone plus tard à Park Geun-hye pour réitérer les excuses déjà exprimées par le Japon. Le gouvernement sud-coréen administre ce fonds pour les femmes de réconfort âgées.

### Visites des Premiers ministres japonais au sanctuaire Yasukuni
Le Yasukuni-jinja est un sanctuaire shinto dédié aux personnes mortes au combat pour le Japon de 1867 à 1951. Construit durant l'ère Meiji, il accueille par exemple les restes de Hideki Tōjō, le Premier ministre et ministre de la Guerre du Japon de 1941 à 1944, et de 13 autres criminels de guerre de classe A (crime contre la paix). Le sanctuaire Yasukuni est l'objet d'une controverse car il accueille un mémorial pour 1 043 Japonais et 23 Coréens criminels de guerre de classe B et C qui ont été exécutés, ainsi que de 14 criminels de guerre japonais de classe A. La présence de ces criminels de guerre parmi les morts honorés au sanctuaire Yasukuni vaut aux visites d'être perçues par les Chinois et les Sud-Coréens comme des excuses pour les crimes de la guerre.
Yasuhiro Nakasone et Ryūtarō Hashimoto ont effectué des visites au sanctuaire Yasukuni, respectivement en 1986 et 1996, et rendu hommage en tant que Premiers ministres du Japon, provoquant une levée de boucliers de la Corée et de la Chine. Jun'ichirō Koizumi effectue une visite au sanctuaire et rend hommage six fois durant son mandat de Premier ministre du Japon, dont la première fois le 13 août 2001, déclarant qu'il « rendait hommage aux militaires décédés [pour la] défense du Japon ». Ces visites ont de nouveau suscité de vives condamnations et des protestations des voisins du Japon, principalement de la Chine et de la Corée du Sud. En conséquence, les dirigeants de ces deux pays refuseront de rencontrer Koizumi et il n'y a aucune rencontre officielle entre les dirigeants chinois et japonais après octobre 2001 et entre les dirigeants sud-coréens et japonais après juin 2005. Le Président de Corée du Sud, Roh Moo-hyun, suspend toutes les discussions au sommet entre la Corée du Sud et le Japon jusqu'en 2008, date à laquelle il démissionne. L'ancien Premier ministre du Japon, Shinzō Abe, a effectué plusieurs visites au sanctuaire, la plus récente datant de décembre 2013.

### Historiographie nationaliste
La plupart des anthropologues et des historiens reconnaissent que le Japon a toujours été activement engagé avec ses voisins, la Chine et la Corée, ainsi qu'avec l'Asie du Sud-Est. Parmi ces voisins, la culture chinoise est parvenue au Japon par l'intermédiaire des Trois Royaumes de Corée,. Les peuples japonais et coréens partagent une histoire ethnique, culturelle et anthropologique étroitement liées, ce qui est un sujet de controverse entre les chercheurs nationalistes du Japon et de Corée. Chacun prétendant être la culture la plus ancienne, et donc l'ancêtre de l'autre.
L'historiographie moderne est également sujet de discorde. En Corée du Sud, les débats populaires sur la « purge de l'histoire » se concentre sur la recherche récriminante des « collaborateurs » avec les autorités coloniales japonaises. En Corée du Nord, le système de castes du songbun est utilisé pour punir les citoyens ayant des ancêtres collaborationnistes.
D'autre part, le ministère de l'Éducation, de la Culture, des Sports, des Sciences et de la Technologie du Japon est chargé d'examiner et d'approuver le contenu des manuels scolaires d'histoire utilisés dans les écoles japonaises. Des intellectuels étrangers, ainsi que de nombreux historiens japonais, critiquent les erreurs politiques et factuelles de certains manuels approuvés. Après l'examen d'un manuel par la Société japonaise pour une réforme des manuels d'histoires en avril 2001, le gouvernement sud-coréen, 59 organisations non-gouvernementales de Corée du Sud et du Japon, et certains syndicats japonais d'enseignants, ont noté des objections à certains passages omettant de mentionner les crimes de guerre du Japon comme au sujet des femmes de réconfort ou du massacre de Nankin. Le gouvernement coréen reprochait également au manuel de rejeter la responsabilité coloniale du Japon. Au contraire, il l'accuse de promouvoir une opinion pro-annexion coréenne en mettant "trop l'accent sur la 'nécessité' pour le Japon d'annexer la Corée, ainsi que les aspects positifs de la colonisation, tout en minimisant les aspects négatifs pour la population coréenne". Bien que le manuel réformé par la société ait été vendu à 600 000 exemplaires sur le marché civil,, il n'a été adopté que par moins de 0,39 % des écoles japonaises. En 2010, un autre manuel scolaire d'histoire réformé par la société est publié par la maison d'édition Jiyusha.

## Disputes géographiques

### Rochers Liancourt
Les rochers Liancourt, appelés Dokdo (« île solitaire ») en Corée et Takeshima (« île bambou ») au Japon, sont un groupe d'îlots de la mer du Japon dont la possession est disputée entre la Corée du Sud et le Japon. Il existe de nombreuses zones de pêche dans les environs, ainsi que des réserves potentiellement importantes d'hydrate de méthane.
Ce conflit territorial est une source majeure de tensions nationalistes. Étant donné que le gouvernement sud-coréen fonde sa légitimité sur la prétention qu'il se défend de la Corée du Nord au Nord et du Japon au Sud, le nationalisme est une part importante de ce problème. Les touristes coréens visitent ces îles éloignées et inhospitalières afin de montrer leur solidarité nationale. Au Japon, les cartes indiquent ces îles comme un territoire japonais.
Le 10 août 1951, une correspondance secrète appelée « documents Rusk » est envoyée à la Corée du Sud pour clarifier la position des États-Unis sur les questions de souveraineté territoriale dans le traité de paix et expliquer pourquoi les États-Unis pensent que les rochers Liancourt sont un territoire japonais : « Cette formation rocheuse normalement inhabitée n'a selon nos informations jamais été administrée par la Corée et, depuis 1905, est sous la juridiction des îles Oki de la préfecture de Shimane du Japon. L'île apparaît n'avoir jamais été réclamée par la Corée ». En septembre 1954 et mars 1962, le Japon propose à la Corée du Sud de régler le différend devant la Cour internationale de justice mais la Corée du Sud a toujours rejeté ces propositions. Le Japon réitère cette offre en août 2012 mais la Corée du Sud refuse de nouveau le 30 août 2012.
À la suite de la proclamation de la Ligne Syngman Rhee en 1952, les navires de pêche, principalement japonais, qui violent la ligne frontalière sont arrêtés par la Corée du Sud. Les documents japonais prétendent que ces navires sont souvent incendiés. Le gouvernement japonais proteste fortement contre ces captures et la déclaration unilatérale, mais l'abolition de la ligne devra attendre la signature de l'accord de pêche nippo-sud-coréen de 1965. Durant la période d'existence de la ligne, 3 929 Japonais ont été arrêtés, dont 44 ont été tués, et 328 navires japonais ont été saisis.
En 2005, des membres de la préfecture de Shimane (la préfecture à laquelle appartiennent les îles selon la revendication japonaise) déclarent la « journée Takeshima » pour attirer l'attention sur leur revendication territoriale dans ces îles.
Bien que les rochers Liancourt soient réclamés par le Japon et les deux Corées, ils sont contrôlées par la Corée du Sud, qui y stationne la garde côtière de Corée du Sud, ainsi que par deux résidents coréens âgés.

### Tsushima
Une petite minorité de Coréens réclament l'île comme possession coréenne, bien que le gouvernement sud-coréen n'ait jamais effectué cette revendication. Appelée « Tsushima » en japonais et « Daemado » en coréen, cette île est indiquée dans les manuels d'histoire chinois comme un territoire du Japon depuis les temps anciens. L'île, tout comme la province de Tsushima, est contrôlée par les gouvernements japonais depuis l'époque de Nara. Selon Homer Hulbert (en), cette île était une dépendance du royaume de Silla, l'un des trois royaumes de Corée. Cependant, selon la chronique historique coréenne Samguk sagi écrite en 1145, Tsushima est contrôlée par les Japonais depuis l'an 400.
En 1948, le gouvernement sud-coréen demande officiellement que l'île soit cédée à la Corée du Sud sur la base de « revendications historiques ». La réclamation est rejetée par le commandement suprême des forces alliées en 1949. Le 19 juillet 1951, le gouvernement sud-coréen accepte que cette demande de Tsushima soit abandonnée en vue des négociations du traité de paix japonais.
En 2010, un groupe de 37 membres du congrès coréen forme un forum pour étudier les prétentions territoriales coréennes sur Tsushima et faire des actions de sensibilisation du public. Il annonce que Tsushima fait partie de l'histoire coréenne et que les habitants de l'île sont étroitement liés aux Coréens. Yasunari Takarabe, maire actuel de Tsushima, rejette la revendication sud-coréenne : « Tsushima a toujours appartenu au Japon. Je veux qu'ils reviennent sur leur mauvaise interprétation historique. Elle est mentionnée dans le Gishiwajinden (nl) (un chapitre du volume 30 du livre du Wei des Chroniques des Trois Royaumes chinoises) comme faisant partie du pays de Wa. Elle n'a jamais été et ne peut être un territoire sud-coréen ».

### Nom de la mer du Japon
Il existe une dispute au sujet du nom international de cette étendue d'eau. Le Japon indique le fait que le terme de « Mer du Japon » est utilisé sur la plupart des cartes européennes de la fin du XVIIIe siècle au début du XIXe siècle, et que de nombreuses cartes actuelles utilisent toujours ce nom. Cependant, les gouvernements sud et nord-coréens protestent que le Japon ait encouragé l'usage de ce nom alors que la Corée avait perdu le contrôle effectif de sa politique étrangère sous l'expansion de l'empire du Japon. La Corée du Sud prétend que le nom de « Mer de l'Est » ou de « Mer orientale de Corée », qui est l'un des noms fréquemment trouvés sur les anciennes cartes européennes de cette mer, devrait être le nom international de la « Mer du Japon » (ou au moins être utilisé en même temps).
Le Japon affirme que les pays occidentaux ont commencé à utiliser le terme de « Mer du Japon » avant 1860 et donc avant la montée de l'influence japonaise sur la politiqué étrangère coréenne survenue après la première guerre sino-japonaise de 1894-95. En outre, le Japon affirme que ce nom est apparu durant la période du Sakoku, quand le Japon avait très peu de contact avec l'étranger, et qu'il ne peut donc avoir influencé les décisions de dénomination. C'est en 1928 que l'organisation hydrographique internationale adopte officiellement le nom de « Mer du Japon » et cela influencera finalement son utilisation sur d'autres documents internationaux officiels tels que ceux des Nations Unies. La Corée du Sud prétend que la Corée était occupée par les Japonais et n'avait aucun poids international en 1928 pour protester.

## Problèmes actuels

### Censure des médias japonais en Corée du Sud
Après la fin de l'occupation japonaise, la culture japonaise a produit de nombreux films, musiques, ou livres, qui ont été interdits en Corée du Nord et du Sud. Ce boycott n'a été levé en Corée du Sud qu'à partir de 1998. Certains produits japonais, qui ne se limitent pas qu'aux mangas, aux animes ou à la musique, ont été introduits en Corée du Sud même durant leur interdiction (le public sud-coréen n'était alors pas informé de leurs origines japonaises).
L'anime japonais Hetalia, une série satirique de Hidekaz Himaruya (en) dans laquelle chaque pays est représenté par un personnage, est interdite de diffusion sur la chaîne TV japonaise Kids Station après de nombreuses protestations venues de Corée du Sud prétendant que le personnage de leur pays est disgracieux et ne représente pas correctement les Sud-Coréens. Et cela malgré le fait qu'aucun personnage coréen n'apparaît dans aucun épisode de la série animée, bien qu'il apparaisse dans les versions manga consultable sur internet. L'anime continue cependant d'être diffusé sur les téléphones portables et internet.

### Enlèvements de citoyens japonais par la Corée du Nord
Megumi Yokota, une petite fille de 13 ans originaire de Niigata, est enlevée par la Corée du Nord le 15 novembre 1977. À part elle, de nombreux autres citoyens japonais sont enlevés par des agents nord-coréens. En 2002, la Corée du Nord admet avoir enlevé 13 citoyens japonais dans les années 1970 et 1980 dans le but d'entraîner ses espions à infiltrer les installations militaires américaines présentes au Japon. Cinq personnes ont été libérées et le gouvernement nord-coréen prétend que les huit autres sont morts. Le Japon insiste depuis pour le retour des corps. Le gouvernement japonais pense cependant qu'ils sont toujours vivants et captifs en Corée du Nord. Les représentants nord-coréens déclarent que le problème est réglé. En raison du nombre bien supérieur de Sud-Coréens enlevés par la Corée du Nord, la Corée du Sud et le Japon ont effectué des démarches communes pour récupérer leurs citoyens. La question demeure non résolue, mais le Japon insiste cependant pour avoir une explication du sort de ses citoyens comme condition préalable à la normalisation des relations avec la Corée du Nord.

### Origine de la culture japonaise
Brièvement, d'après la Corée, c'est par une longue histoire de contacts que plusieurs importantes innovations chinoises culturelles et technologiques sont parvenues au Japon. Plusieurs théories linguistiques font état d'un point de vue similaire. D'après elles, des pratiques comme la riziculture humide, un nouveau style de céramique, ainsi que la métallurgie et l'écriture ont été introduits depuis la Chine. Le bouddhisme pénètre au Japon depuis le royaume de Baekje en Corée et le développement qui suit du bouddhisme japonais est principalement influencé par la Chine.
Le New York Times rapporte que les Trésors nationaux japonais que sont les sculptures du Kōryū-ji, qui sont un « symbole du Japon lui-même et dont le mode de fabrication de qualité est souvent utilisé pour définir l'art à la japonaise », sont en réalité inspirées d'exemples coréens et ont même probablement été sculptées en Corée. En 1976, le Japon interdit aux archéologues étrangers de venir fouiller sur le site de la tombe de Gosashi dans la préfecture de Nara, qui serait supposément la sépulture de l'impératrice Jingū (datant d'environ -200). En 2008, le Japon autorise la venue d'archéologues étrangers mais sous surveillance et avec un accès limité et la communauté internationale ne comprend toujours pas les raisons de cette période d'interdiction. La gazette de la Société géographique nationale rapporte qu'au Japon « l'agence conserve restreint l'accès aux tombes, ce qui alimente les rumeurs que les fonctionnaires craignent que des fouilles ne révèlent des liens de sang entre la « pure » famille impériale et la Corée ou que certaines tombes ne contiennent aucuns restes royaux du tout ».

### Plagiat de produits japonais
La Corée du Sud a été accusé de plagier les produits japonais,,,,,. En 2007, une chanteuse de K-pop, Ivy (en), est accusée d'avoir copié une scène du film en images de synthèse Final Fantasy VII: Advent Children dans l'un de ses clips vidéos. La cour de justice a ordonné que la vidéo soit interdite de diffusion à la télévision, déclarant que la « majeure partie du clip est sensiblement similaire aux scènes du film ».

### Coréens résidents au Japon
Les Coréens constituent la deuxième communauté étrangère du Japon après les Chinois (en). Le recensement ethnique n'est pas effectué au Japon, ce qui intègre automatiquement les Japonais d'origine étrangère, ainsi que d'autres communautés distinctes comme les habitants des Ryūkyū, les Aïnous et les Japonais métis, à l'ethnie dominante Yamato dont l'estimation qu'elle constituerait 98,5 % de la population japonaise est très probablement exagérée.
Les zainichi kankoku-chōsenjin (在日韓国・朝鮮人, « Coréens du Sud ou du Nord résidents au Japon », le terme 'zainichi' seul signifie seulement résident au Japon) désignent les Coréens vivants au Japon. La plupart d'entre eux sont des Coréens de deuxième, troisième ou quatrième génération n'ayant jamais demandé la nationalité japonaise. La loi japonaise stipule que pour devenir citoyen du Japon, il est obligatoire de renoncer à toutes ses autres citoyennetés (en). Certains d'entre eux ont été amenés de force au Japon ou ont volontairement immigré pendant l'occupation japonaise de la Corée, tandis que les autres sont entrés au Japon illégalement pour fuir la guerre de Corée qui eut lieu quelques années après le départ des Japonais. Ils ont perdu leur citoyenneté japonaise après la signature du Traité de San Francisco qui mit fin officiellement à l'annexion japonaise de la Corée et leur pays d'origine, la Corée, a disparu lorsque la Corée du Sud et la Corée du Nord sont devenues des États distincts. Les communautés Zainichi sont divisées en fonction de leur affiliation à la Corée du Nord ou à la Corée du Sud (Chongryon et Mindan). La rumeur prétend que deux ou trois des chefs de petits syndicats du crime organisé listés parmi plus de vingt groupes mafieux par l'agence nationale de la police du Japon serait d'ethnie coréenne.
Plus positivement parlant, Masayoshi Son (Son Jeong-ui), un homme d'affaires président du géant japonais des télécoms SoftBank, est d'origine coréenne. De plus, certains joueurs de baseball et artistes martiaux japonais sont d'origine coréenne, comme Rikidōzan (Kim Sin-rak), Masutatsu Ōyama (Choi Yeong-eui), Isao Harimoto (en) (Jang Hun), et Masaichi Kaneda (en) (Kim Kyung-hong). Pour éviter la discrimination, certains ont adopté des noms japonais. Toutefois, de nos jours, avec l'amélioration des relations nippo-sud-coréennes, il existe également de nombreux Coréens ou Coréens d'origine de nationalité japonaise qui ne cachent pas leurs origines et sont en pleine activité, comme Miri Yū (Yu Mi-ri), écrivaine lauréate du prix Akutagawa, et Tadanari Lee (Lee Chung-Sung), joueur de football japonais d'origine coréenne.

### Exportations de kimchis
Dans les années 1990, une dispute apparaît sur la commercialisation du kimchi, considéré comme un plat coréen traditionnel. La popularité du kimchi est grandissante et sa consommation et production sont en nette croissance. Les fabricants sud-coréens affirment cependant que le kimchi japonais est fondamentalement différent, en ce sens que les fabricants japonais ignorent souvent la fermentation et imitent les saveurs par l'utilisation d'additifs. Les Coréens prétendent que cela change considérablement la nature du produit, tandis que les Japonais déclarent qu'ils adaptent simplement le kimchi aux goûts locaux. En 2000, la Corée du Sud commence à faire pression sur les responsables du Codex Alimentarius, un standard international de normes alimentaires fournissant des directives aux agences alimentaires nationales, pour désigner le kimchi comme seulement préparé selon le style traditionnel coréen. En 2001, le Codex Alimentarius publie une nouvelle norme définissant le kimchi comme un « aliment fermenté utilisant des choux salés napa comme principal ingrédient mélangé à des assaisonnements, et préparé via un processus de production d'acide lactique à basse température », mais il n'est pas précisé la quantité minimale de fermentation, ni l'interdiction d'utilisation d'additifs.

### Interdiction des produits de la mer japonais
Depuis 2013, la Corée du Sud interdit toute importation de produits de la mer du Japon en raison de soupçons de contamination radioactive à la suite de l'accident nucléaire de Fukushima. L'interdiction concerne Fukushima ainsi que sept autres préfectures japonaises. Le gouvernement japonais proteste fortement contre cette décision de la Corée du Sud et insiste sur le fait que les exportations de poissons du pays sont sans danger pour la consommation en raison de procédures d'inspection rigoureuses mises en place. L'interdiction amène le Japon à envisager de porter la question devant l'organisation mondiale du commerce.

### Restrictions commerciales
En 2018, la Cour suprême coréenne ordonne aux entreprises japonaises le paiement d'une compensation aux travailleurs forcés durant l'occupation. Le 4 juillet 2019, en réponse à cela selon Séoul, le Japon annonce lever l'exemption de procédure pour la Corée du Sud de trois matériaux et gaz critiques essentiels à l'électronique grand public, niant cependant qu'il s'agisse d'une sanction, ainsi qu'une restriction de l'import de trois entreprises coréennes fabriquant des matériaux pour smartphones. Tokyo invoque une « perte de confiance » envers Séoul, accusant aussi son voisin d'avoir mal géré les matériaux sensibles importés du Japon. Cela provoque un boycott des produits japonais par la population coréenne et, le 19 juillet, un Sud-Coréen septuagénaire s'immole dans sa voiture devant l'ambassade du Japon de Séoul. Une vingtaine de bouteilles de gaz étant également retrouvées dans son véhicule,.
Le 23 juillet 2019, le survol d'un avion russe des rochers Liancourt, administrés par la Corée du Sud mais revendiqués par le Japon, ravive les tensions, chacun rappelant sa souveraineté sur ces îles. Le 2 août 2019, le gouvernement japonais décide de retirer la Corée du Sud de sa « liste blanche » des États exemptés de procédures pour l'acquisition de plusieurs centaines de produits japonais, devenant le premier pays à en être retiré, la dégradant de la catégorie des États A (traitement de faveur) à celle des États B (autorisation spéciale obligatoire). Cette mesure pourrait contraindre les exportateurs sud-coréens à effectuer de lourdes démarches administratives pour obtenir des licences d’exportation au Japon, ce qui pourrait ralentir les livraisons d’un éventail de produits pouvant servir à la fabrication d'armes. La liste de produits concernés comporte 15 catégories regroupant chacune des dizaines de produits, allant des armes à divers appareils électroniques, en passant par des produits chimiques, des matériaux avancés ou encore des équipements pour les navires. La Corée du Sud fait de même avec le Japon peu après.